# 伊東祐豊 (主膳正)
伊東 祐豊（いとう すけとよ、慶長17年（1612年） - 寛文8年8月22日（1668年））は、江戸時代初期の旗本寄合席。諱は祐豊。幼名は熊太郎。官位は従五位下主膳正。禄高は蔵米2000俵および日向国のうち3000石。日向国飫肥藩主家伊東家分家の祐豊系旗本伊東家初代。
徳川家光の側近の1人で、小姓などを勤める。また、最初の正室は保科正之の義妹にあたる。

## 生涯
祐慶の次男で、伊東祐久は異母兄にあたる。また、祖母の阿虎の方（伊東義益の娘）は江戸幕府大奥大上臈の按察使局の従姉妹にあたる。元和9年（1623年）に二条城において将軍徳川秀忠に初めて御目見えを済ませた。
寛永3年（1626年）に徳川家光付となり、家光の上洛に従った。寛永6年（1629年）に小姓となり蔵米2000俵を与えられ、同年12月（1630年）に従五位下主膳正に叙任されて諸大夫となった。寛永9年（1632年）の家光の日光山参詣に供奉した。
寛永4年（1627年）より実家の飫肥藩と薩摩藩との間で境界論争が発生していたが、寛永10年（1633年）、現地を視察した幕府の巡検使が飫肥藩の主張を支持した。薩摩藩は領域南西部の牛の峠付近について飫肥藩の主張を認めたものの、北東部の北河内付近については納得せず、引き続き論争が継続されることになった。
寛永11年（1634年）の家光の上洛に供奉した。寛永13年（1636年）に父が死去すると、兄の祐久よりの南方村2000石、松永村1000石の合計3000石を分知された。なお、蔵米2000俵については寛政重修諸家譜では特に幕府に還付された記述は無い。また、同年に書院番士となり、のちに中奥に勤めた。慶安元年（1648年）に徳川家康三十三回忌のために、日光山に赴いた。
慶安4年（1651年）に辞職し小普請となった。同年に将軍家光が死去している。
寛文8年（1668年）に死去。享年57。墓所は麻布の春桃院で後に代々の葬地となった。跡は4男の祐賢が継いだ。

## 系譜
子女は4男9女。
- 父：伊東祐慶
- 母：森本氏
- 正室：内藤政長の娘
- 継室：朝倉宣正の娘
- 継々室：三宅康盛の娘
- 側室：原氏
  - 四男：伊東祐賢